# Бејвуд (Њујорк)
Бејвуд (енгл. Baywood) насељено је место без административног статуса у америчкој савезној држави Њујорк.

## Демографија
По попису из 2010. године број становника је 7.350, што је 221 (-2,9%) становника мање него 2000. године.
| Група             | 2000.         | 2010.         |
| Белци             | 4.805 (63,5%) | 3.372 (45,9%) |
| Афроамериканци    | 727 (9,6%)    | 1.091 (14,8%) |
| Азијати           | 139 (1,8%)    | 291 (4,0%)    |
| Хиспаноамериканци | 1.759 (23,2%) | 2.548 (34,7%) |
| Укупно            | 7.571         | 7.350         |